# Bronisław Młodziejowski (muzyk)
Bronisław Leon Młodziejowski (ur. 8 czerwca 1911 w Łuhinkach, ukr.: „Łuhynky”, na Wołyniu, zm. wiosną 1940 w Charkowie) – polski muzyk, pianista, dyrygent, podporucznik piechoty rezerwy Wojska Polskiego, ofiara zbrodni katyńskiej.

## Życiorys

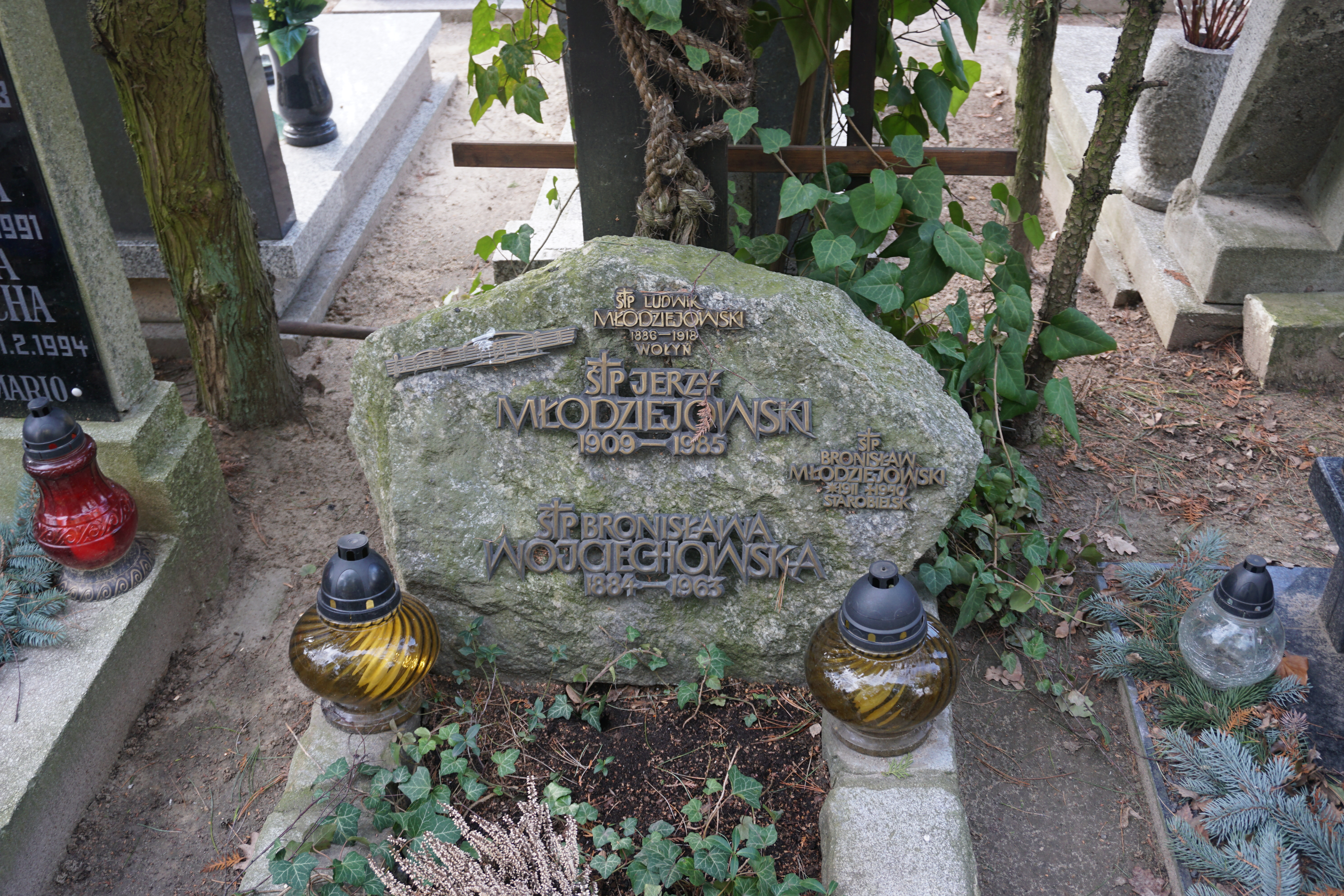
Grób Młodziejowskich na cmentarzu św. Jana Vianneya w Poznaniu.

Syn Ludwika i Bronisławy z domu Wojciechowskiej. Ukończył Państwowe Konserwatorium Muzyczne w Poznaniu. Był pianistą, pracował jako dyrygent Teatru Wielkiego w Poznaniu i Opery Poznańskiej.
Był w kadrze oficerskiej Okręgu Korpusu Nr VII w Poznaniu. Po wybuchu II wojny światowej 1939 został zmobilizowany i skierowany do służby wojskowej do Kielc. W czasie kampanii wrześniowej – po agresji ZSRR na Polskę – w nieznanych okolicznościach dostał się do niewoli sowieckiej i przewieziono go do obozu w Starobielsku. Wiosną 1940 został zamordowany przez funkcjonariuszy NKWD w Charkowie i pogrzebany w bezimiennej mogile zbiorowej w Piatichatkach, gdzie od 17 czerwca 2000 mieści się oficjalnie Cmentarz Ofiar Totalitaryzmu w Charkowie. Figuruje na Liście Starobielskiej NKWD pod poz. 2064. 
Jego bratem był Jerzy Młodziejowski (1909–1985), geograf, taternik, krajoznawca, a także muzyk, a bratankiem Bronisław Młodziejowski (ur. 1948), biolog, generał Wojska Polskiego, naukowiec, który w latach 90. XX wieku prowadził prace sondażowe i ekshumacyjne pochówków ofiar zbrodni katyńskiej na terenie Rosji. Jego grób symboliczny znajduje się na cmentarzu na Sołaczu przy ul. Lechickiej i Szczawnickiej (kwatera św. Michała-16-3).

## Upamiętnienie
5 października 2007 minister obrony narodowej Aleksander Szczygło mianował go pośmiertnie na stopień porucznika. Awans został ogłoszony 10 listopada 2007 w Warszawie, w trakcie uroczystości „Katyń Pamiętamy – Uczcijmy Pamięć Bohaterów”.